# Night Train to Terror
Night Train to Terror è un film dell'orrore a episodi del 1985, scritto da Philip Yordan e diretto da Jay Schlossberg-Cohen, John Carr, Phillip Marshak, Tom McGowan e Gregg C. Tallas.
Il film presenta tre storie distinte attraverso una cornice narrativa nella quale Dio e Satana osservano e dibattono le sorti dei personaggi che vi compaiono.
I tre segmenti furono girati anni prima ed erano inizialmente destinati ad avere vita autonoma, ma erano rimasti inediti oppure incompiuti.

## Trama
Dio e Satana si trovano su un treno diretto a Las Vegas, confrontandosi su ciò che ognuno di loro offre al genere umano. Sul treno si trova anche un gruppo di giovani che sta festeggiando. Dio e Satana discutono le sorti di tre individui di cui vedono le storie come proiettate sul finestrino.
Nella prima di queste, The Case of Harry Billings, l'agente di commercio Harry Billings è un uomo alcolizzato ed edonista che uccide accidentalmente sua moglie mentre guida in modo spericolato. Viene portato in un misterioso ospedale psichiatrico dove viene ipnotizzato dai medici Fargo e Brewer. Una giovane coppia si ferma colà per usare il telefono dopo che si è perduta e viene rapita e assassinata da Otto, un portantino. Intanto, lo staff usa Harry sotto ipnosi per attirare all'ospedale diverse persone, tra le quali un barista e una giovane donna, solo perché rimangano brutalmente assassinate. I corpi delle vittime sono usati per il traffico di organi. La dottoressa Fargo si mette contro il suo collega Brewer, mettendo un sedativo nella bevanda di quest'ultimo, poi lo lobotomizza, lasciandolo alla mercé di Harry, per il quale essa provava un interesse romantico. Harry sfida Fargo e uccide Otto mentre tenta la fuga. Intanto, il lobotomizato Brewer ottiene la sua vendetta vivisezionando Fargo.
Il secondo episodio, The Case of Gretta Connors, segue le orme di Gretta, un'aspirante attrice che lavora a un parco di divertimenti. La donna incontra e s'innamora di un uomo di mezza età di nome George Youngmeyer, che la costringe a prender parte ai suoi film pornografici. Lo studente di medicina Glenn Marshall s'innamora di Gretta dopo aver visto uno dei suoi film, e la rintraccia nel bar di Manhattan di proprietà di George, dove la giovane suona il pianoforte. I due s'innamorano, e l'ingelosito George progetta di vendicarsi costringendoli a partecipare alle attività di una setta di cui fa parte, che attua dei giochi mortali simili alla roulette russa. Quando Gretta e Glenn sono sul punto di sposarsi, George li rapisce e li inserisce a forza in un altro gioco mortale con una palla da demolizioni, ma alla fine a morire è un membro della setta.
Nel terzo episodio, The Case of Claire Hansen, Claire è una devota dottoressa cattolica tormentata da incubi in cui compaiono dei nazisti. Nel frattempo, l'ufficiale di polizia Stern cerca di aiutare l'anziano Abraham Weiss a rintracciare un gruppo di nazisti che uccisero la sua famiglia durante l'Olocausto, che Weiss crede essere fuggiti negli Stati Uniti, dove avrebbero preso delle nuove identità. Stern è scettico sulle dichiarazioni di Weiss, poiché uno dei soggetti che Weiss ha riconosciuto non sembra essere invecchiato di un giorno dal 1944. Weiss allora cerca di farsi giustizia da solo seguendo il gruppo in una grande magione, ma viene ucciso da una donna dall'aspetto demoniaco. Claire esegue l'autopsia di Weiss e gli trova uno strano "666", il numero della Bestia, tatuato sull'addome. Il marito di Claire, un noto scienziato ateo, incontra Papini, un uomo marchiato con lo stesso tatuaggio, che però viene messo alla porta. Papini tenta di fermare il gruppo di nazisti — che sono in realtà degli adepti del diavolo — ma viene catturato da un mostro e risucchiato nel sottosuolo. La setta cerca di tirare dalla propria parte il marito di Claire, attirandolo su un'isola per fargli incontrare il suo leader, Olivier, ma quando spiega che se non crede in Dio ovviamente non crede neanche a Satana viene ucciso. Successivamente, Claire investe accidentalmente Olivier con la sua auto vicino alla sede della setta. All'ospedale, mentre lo opera, l'assistente sente lo stimolo di ucciderlo, e l'accoltella sul tavolo operatorio. Comprendendo che Olivier è un servo del Demonio, la donna inizia a rimuovere i suoi organi, ma Olivier riappare poi col suo corpo intatto, e Claire si accorge che il corpo morto sul tavolo è quello del suo assistente. Claire urla per l'orrore mentre Olivier, indossando la cuffia e il camice dell’assistente, lascia l'ospedale.
Sul treno, Dio e Satana lottano per decidere la sorte dei passeggeri; Satana, che progetta un incidente che mandi le anime degli ignari passeggeri all'inferno, fa deragliare il treno, ma l'intervento divino fa sì che il treno si veda ascendere sui binari verso il cielo.

## Produzione
Night Train to Terror fu creato usando il materiale girato anni prima per altri tre film dell'orrore rimasti inediti. Il primo episodio, The Case of Henry Billings, presenta del materiale girato per il film Scream Your Head Off (1981), diretto da John Carr. Il secondo segmento, The Case of Gretta Connors, era in origine un film cinematografico intitolato Death Wish Club (1983), che aveva avuto i titoli provvisori The Dark Side of Love, Carnival of Fools e Gretta. La terza storia, The Case of Claire Hansen fu tratta dal film mai distribuito Cataclysm (1980), diretto da Phillip Marshak, Tom McGowan e Gregg C. Tallas, che ebbe anche i titoli provvisori The Nightmare Never Ends e Satan's Supper.
Parti dei film furono girate a Salt Lake City nello Utah e a La Jolla e San Diego, in California.
Nei titoli di coda, Satana è accreditato come interpretato da "Lu Sifer", e Dio da "Se stesso" ("Himself").

## Distribuzione
Il film ebbe nel 1985 una  distribuzione limitata nelle sale da parte della Visto International, con la prima a Knoxville nel Tennessee il 25 gennaio.
Non è stato mai doppiato in italiano né è uscito nelle sale in Italia. È disponibile per lo streaming in lingua originale sottotitolata sul sito MUBI.

## Accoglienza critica
Nel suo libro Bonkers Ass Cinema (2022), Matt Rotman scrive: "Ingegnoso, goffo ed enormemente fuori di testa, l'esperimento fallito di Night Train to Terror è un'esperienza esilarante. Le scene si susseguono senza un senso. La lunghezza dei capelli degli attori cambia misteriosamente. Mostri in claymation al livello di Winterbeast (1992) devastano personaggi ridotti anch'essi a pupazzi. Una band new wave canta e balla in una carrozza ferroviaria, eseguendo la stessa canzone in continuazione per un'ora e mezza."

## Influenza culturale
A partire dalla sua uscita, Night Train to Terror è divenuto un famigerato film di culto di serie Z. Il film viene spesso paragonato a Plan 9 from Outer Space a causa dei dialoghi scadenti, del cattivo montaggio e dei numerosi errori di continuità.